# Aisemont
Aisemont is een dorp in de Belgische provincie Namen en een deelgemeente van Fosses-la-Ville.
Aisemont ligt in de streek tussen Samber en Maas op ruim 20 kilometer ten zuidwesten van Namen. Het dorp ligt op een hoogvlakte met eromheen diepe valleien. In het noordwesten bevindt zich een kalksteengroeve met kalkovens.
Aisemont was reeds vroeg bewoond. Bewijs daarvan is de vondst van een Frankisch kerkhof. De geschiedenis van Aisemont loopt grotendeels samen met die van Fosses-la-Ville waarvan het lange tijd een gehucht was. In 1688 werd er een kapel gebouwd gewijd aan Sint-Jozef maar het duurde tot 1867 vooraleer Aisemont een zelfstandige parochie werd. Vier jaar later, in 1871 werd Aisemont ook een zelfstandige gemeente maar in 1977 werd de gemeente terug opgeheven en bij Fosses-la-Ville gevoegd.
Tot het einde van de 19e eeuw was Aisemont vooral een landbouwdorp maar nadien vonden vele inwoners werk in de lokale steengroeve.

## Demografische ontwikkeling
Opm:1831 t/m 1970=volkstellingen; 1976=inwoneraantal op 31 december